# 1856年過時法規廢除法令
《1856年過時法規廢除法令》（英語：Repeal of Obsolete Statutes Act 1856；19 & 20 Vict c 64）是英國國會的一項法令。
該法令的草案稱為《停用法規法案》（Sleeping Statutes Bill）。該法令將成文法委員會（Statute Law Commission）於1854年提出的建議付諸實施。
該法令廢除了120部「過時」的法規。
Halsbury's Laws將該法令稱作成文法編正（即廢除過時的、已失時效、不必要的或已被取代的成文法則）的第一項法令。Courtenay Ilbert則將該法令稱作第一部《成文法編正法令》。
該法令由《1875年成文法編正法令》第1條及附表廢除。